# Lokalne pizde
Lokalne pizde je punk rock skupina iz Vojnika pri Celju. Ime si je nadela po skladbi skupine Pankrti. Jedro tvori pevec in besedilopisec Ervin Sikošek, ki je občasno tudi igral kitaro ali bas kitaro. Redno se pojavlja tudi njegova dolgoletna partnerica Natalija Lešnik – kot bobnarka ali na spremljevalnih vokalih.
Ustanovljena je bila leta 1988. V letu 1996 je izdala album Dost je sranja. Leta 1998 so posneli album Slovenija in nastopili v znanih klubih, kot so MKNŽ Ilirska Bistrica, KLjUB Celje, Channel Zero na Metelkovi. Konec leta 1999 so s strani TV studia City prejeli zlati želod za izdajo albuma z naslovom Slovenija.
Zaradi družinskih obveznosti in rojstva otrok je zasedba pavzirala med letoma 2000 in 2011. Slovenski Punk Rock Portal jih je decembra 2011 proglasil za bend meseca.
Februarja 2012 so pri zagrebški založbi Slušaj najglasnije izdali album Rokenrol.

## Zasedba
1998
- Ervin Sikošek – vokal
- Actooon, bas
- Matjaž Naglič – kitara
- Pero Schmidt – bobni
- Natalija Lešnik – spremljevalni vokal

2011
- Ervin Sikošek – vokal
- Tomaž Brumec – bas kitara
- Miha Pirc – bobni
- Actooon, kitara

## Diskografija
- Dost je sranja (kaseta, Chaos Records, 1996)
- Slovenija? (CD, Chaos Records, 1998)
- Rokenrol (CD, Slušaj najglasnije, 2012)
- Dost je sranja (CD, Slušaj najglasnije, 2013)

## Recenzije
- http://www.terapija.net/mjuzik.asp?ID=13963  Terapija.net